# Rosa 'Duftwolke'
'Duftwolke' (el nombre de la obtención registrada de 'TANellis'® ), es un cultivar de rosa que fue conseguido en Alemania en 1963 por el rosalista alemán Mathias Tantau jun..

## Descripción
'Duftwolke' es una rosa moderna de jardín cultivar del grupo Híbrido de té.
El cultivar procede del cruce de 'Prima Ballerina'® (híbrido de té, Tantau, 1957) x 'Montezuma' (grandiflora, Swim, 1955).
Las formas arbustivas del cultivar tienen porte erguido bien ramificado y alcanza de 75 a 150 cm de alto con 60 cm de ancho. Las hojas son de color verde oscuro y brillante. Está armada con gruesas espinas.
Sus delicadas flores de color rojo coral envejece a rojo geranio. Fragancia fuerte a cítricos, rosa de Damasco, afrutada y a especias. Rosa de diámetro grande de 5". La flor doble plena de 26 a 40 pétalos, generalmente flor solitaria, en pequeños ramos centrada en alto. 
Florece en oleadas a lo largo de la temporada. Primavera o verano son las épocas de máxima floración, si se le hacen podas más tarde tiene después floraciones dispersas.

## Origen
El cultivar fue desarrollado en Alemania por el prolífico rosalista alemán Mathias Tantau jun. en 1963. 'Duftwolke' es una rosa híbrida tetraploide con ascendentes parentales de 'Prima Ballerina'® x 'Montezuma'.
El obtentor fue registrado bajo el nombre cultivar de 'TANellis'® por Mathias Tantau jun. en 1963 y se le dio el nombre comercial de exhibición 'Fragrant Cloud'™.
También se la conoce por los sinónimos de 'Fragrant Cloud'™, 'Nuage Parfumé'® , 'TANellis'® y Duftwolke®.
La rosa fue conseguida por Mathias Tantau jun. en Alemania antes de 1963 e introducida en Alemania en 1964 como 'Duftwolke'.
La rosa fue introducida en el mercado de Estados Unidos como 'Fragrant Cloud' con la patente "United States - Patent No: PP 2,574".

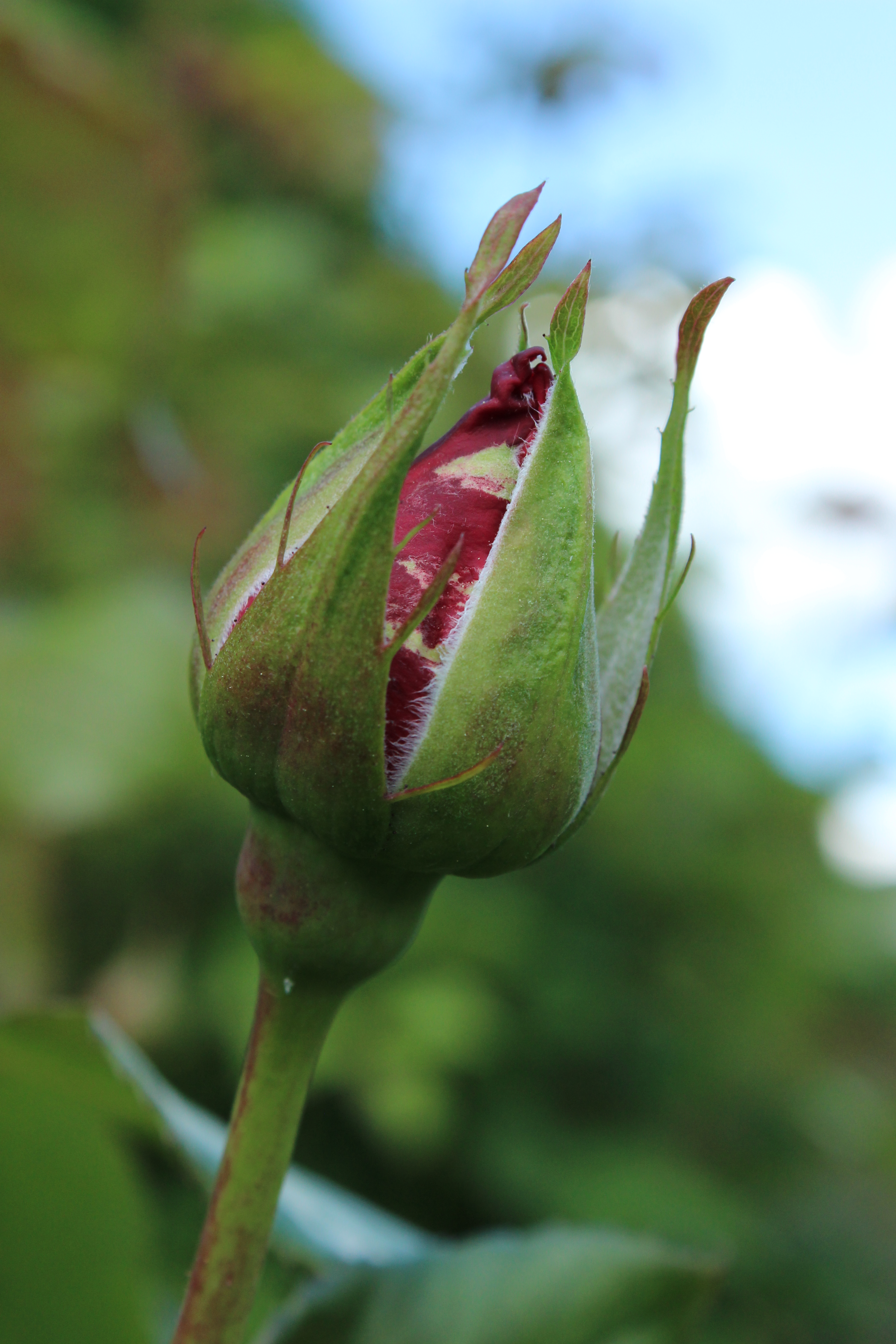
Capullo de 'Duftwolke' ('Fragrant Cloud')
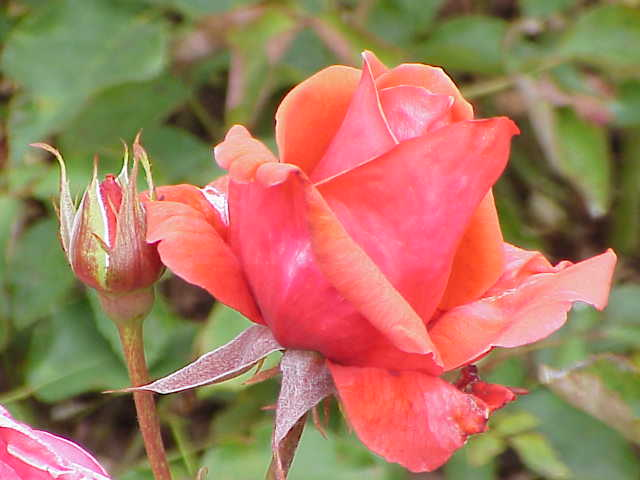
'Duftwolke' ('Fragrant Cloud')
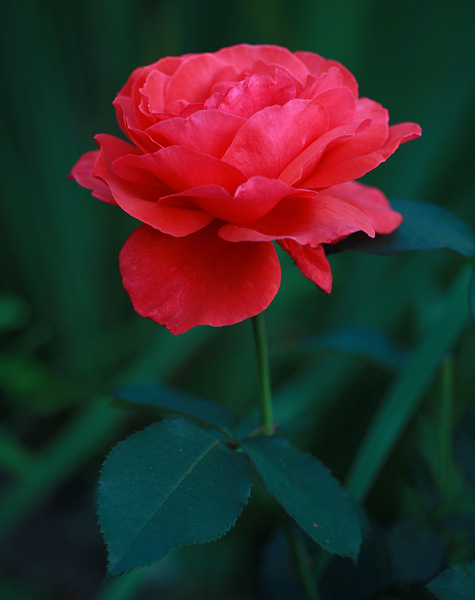
'Duftwolke' ('Fragrant Cloud')
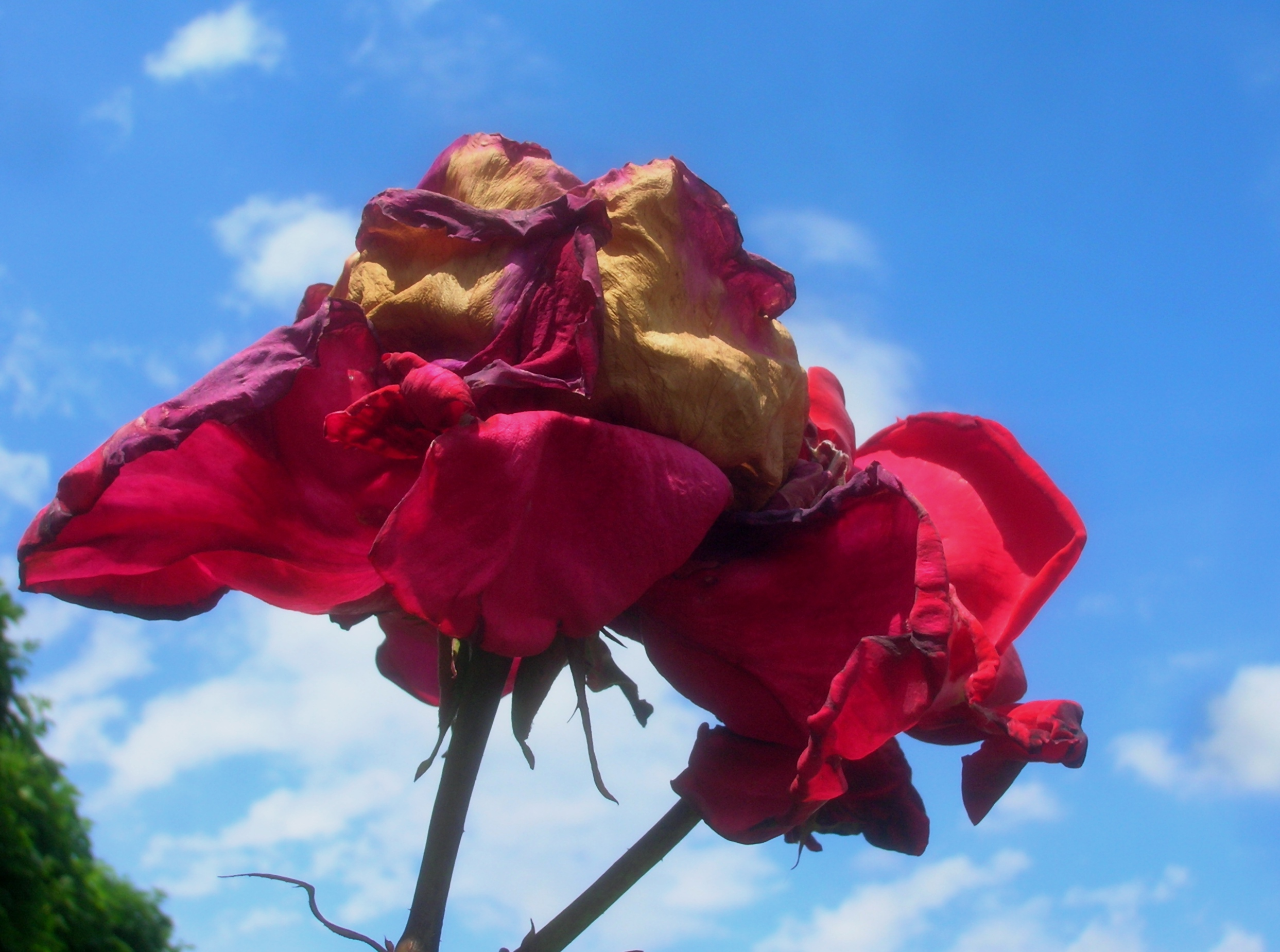
'Duftwolke' ('Fragrant Cloud')

## Premios y galardones
- ADR 1964
- James Alexander Gamble Rose Fragrance Award 1969 & 1970
- Portland Gold Medal 1966 & 1967
- RNRS Gold Medal 1963
- Worlds Favorite Roses (en 1981)

## Cultivo
Aunque las plantas están generalmente libres de enfermedades, es posible que sufran de punto negro en climas más húmedos o en situaciones donde la circulación de aire es limitada. Susceptible al mildiu.
Las plantas toleran la sombra, a pesar de que se desarrollan mejor a pleno sol. En América del Norte son capaces de ser cultivadas en USDA Hardiness Zones 7b a 10b. La resistencia y la popularidad de la variedad han visto generalizado su uso en cultivos en todo el mundo.
Puede ser utilizado para las flores cortadas, jardín o columnas. Vigorosa. En la poda de Primavera es conveniente retirar las cañas viejas y madera muerta o enferma y recortar cañas que se cruzan. En climas más cálidos, recortar las cañas que quedan en alrededor de un tercio. En las zonas más frías, probablemente hay que podar un poco más que eso. Requiere protección contra la congelación de las heladas invernales.

## Obtencionesyvariedadesderivadas
Debido a las características deseables de la rosa 'Duftwolke' ('Fragrant Cloud'), se ha utilizado como ascendente parental en cruces con otras variedades para la obtención de obtentores de nuevas rosas, así:

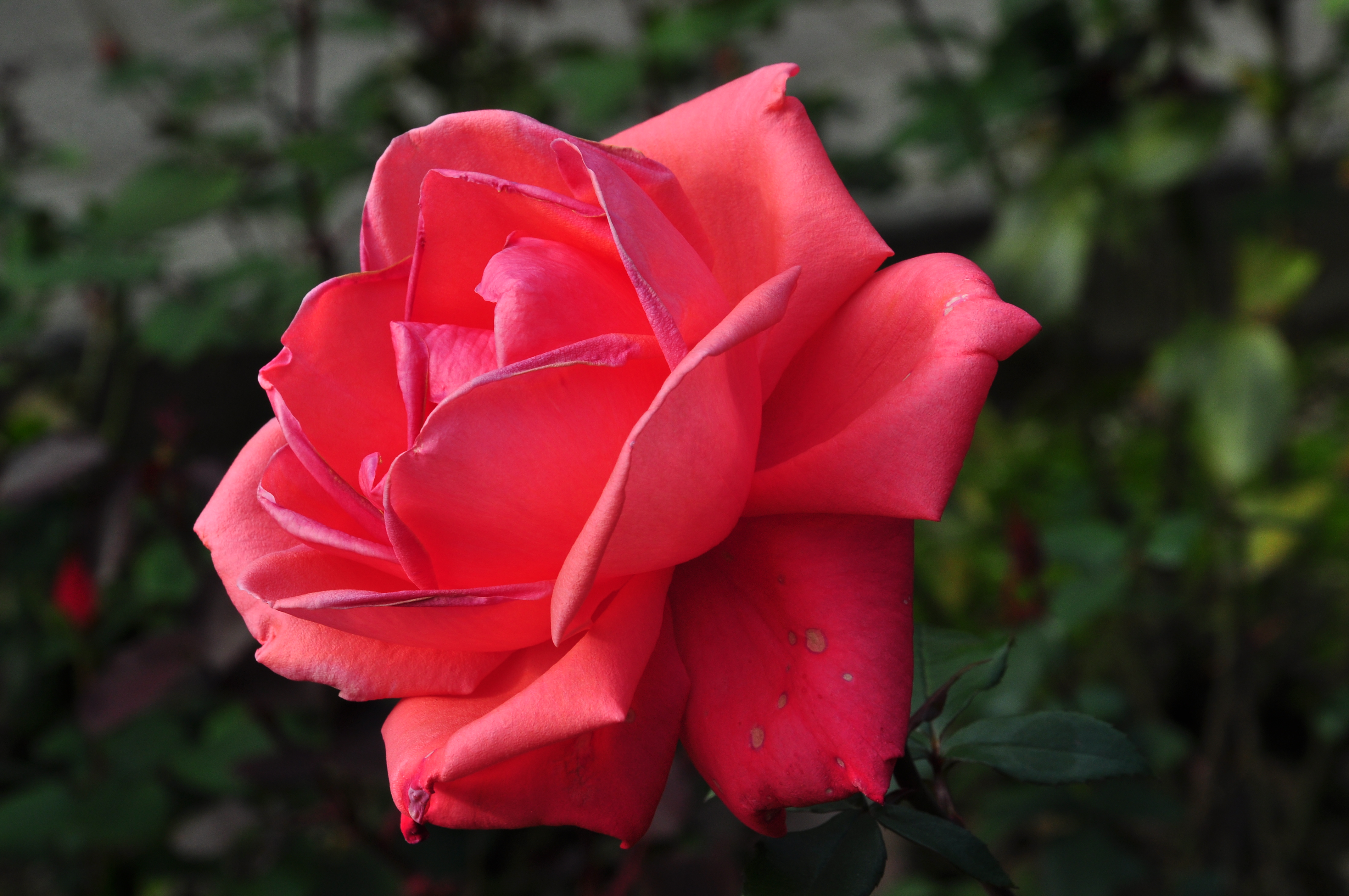
'Harmonie', Kordes 1981 'Fragrant Cloud' × 'Uwe Seeler'
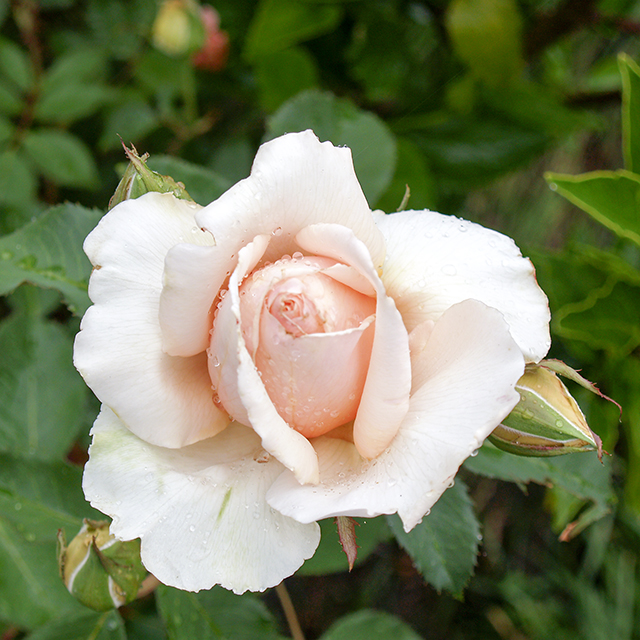
'Just Joey', Cants of Colchester 1972 'Fragrant Cloud' × 'Dr. A.J. Verhage'